# Fundamental Physics Prize
O Fundamental Physics Prize (FPP) é concedido pela Fundamental Physics Prize Foundation, uma organização sem fins lucrativos dedicada ao reconhecimento de físicos envolvidos em pesquisas fundamentais, fundada em julho de 2012 pelo físico e empresário da internet Yuri Milner. Desde julho de 2012 é o prêmio de maior valor financeiro, com o triplo do valor do Prêmio Nobel. É também referenciado como Nobel Russo.

## Nomeação e prêmio monetário
A nomeação ao prêmio é aberta para o público eleger um candidato na página do FPP. Cada premiado recebe três milhões de dólares. Este valor excede o prestigiado Prêmio Nobel, que em 2012 concedeu um pouco mais de 1,2 milhões de dólares. No primeiro ano foram concedido nove prêmios (27 milhões de dólares), sendo que estes laureados fazem parte do comitê de seleção dos futuros prêmios.
Paralelamente ao prêmio principal, a fundação concede ainda o Special Fundamental Physics Prize, concedido em períodos irregulares sem observância do processo de nominação, o Physics Frontiers Prize, dotado com 300.000 dólares (cujos laureados também fazem parte do comitês de seleção dos futuros prêmios) e o New Horizons in Physics Prize, dotado com 100.000 dólares.
No seu corpo conselheiro está, além de Milner, também Steven Weinberg.

## Laureados
| Ano             | N.º     | Laureado | Citação | Alma mater                                                                                     | Afiliação institucional |
| --------------- | ------- | --- | --- | ---------------------------------------------------------------------------------------------- | --- |
| 2012            | 1 a 9   | Nima Arkani-Hamed | Abordagens originais para problemas pendentes da física das partículas. | Universidade de Toronto, Universidade da Califórnia em Berkeley                                | Instituto de Estudos Avançados de Princeton |
| 2012            | 1 a 9   | Alan Guth | Invenção da inflação cósmica, e contribuições da teoria para geração de densidade de flutuação cósmica decorrente da flutuação quântica. | Instituto de Tecnologia de Massachusetts                                                       | Instituto de Tecnologia de Massachusetts, Cambridge                                                                                             |
| 2012            | 1 a 9   | Alexei Kitaev | For robust quantum memories and fault-tolerant quantum computation using topological quantum phases with anyons and unpaired Majorana modes. | Moscow Institute of Physics and Technology, Landau Institute for Theoretical Physics           | Instituto de Tecnologia da Califórnia, Pasadena                                                                                                 |
| 2012            | 1 a 9   | Maxim Kontsevich | Numerous contributions including development of homological mirror symmetry, and the study of wall-crossing phenomena. | Universidade de Bonn Universidade Estatal de Moscou                                            | Institut des Hautes Études Scientifiques, Bures-sur-Yvette                                                                                      |
| 2012            | 1 a 9   | Andrei Linde | For development of inflationary cosmology, including the theory of new inflation, eternal chaotic inflation and the theory of inflationary multiverse, and for contributing to the development of vacuum stabilization mechanisms in string theory.                                                                                 | Universidade Estatal de Moscou                                                                 | Universidade Stanford, Stanford |
| 2012            | 1 a 9   | Juan Maldacena | Contributions to gauge/gravity duality, relating gravitational physics in a spacetime and quantum field theory on the boundary of the spacetime | Universidad Nacional de Cuyo, Universidade de Princeton                                        | Institute for Advanced Study, Princeton. |
| 2012            | 1 a 9   | Nathan Seiberg | Contributions to our understanding of quantum field theory and string theory. | Instituto Weizmann de Ciência, Universidade de Tel Aviv                                        | Institute for Advanced Study, Princeton. |
| 2012            | 1 a 9   | Ashoke Sen | Opening the path to the realization that all string theories are different limits of the same underlying theory. | Presidency College, Kolkata University of Calcutta IIT Kanpur Stony Brook University           | Harish-Chandra Research Institute, Allahabad |
| 2012            | 1 a 9   | Edward Witten | For applications of topology to physics, non-perturbative duality symmetries, models of particle physics derived from string theory, dark matter detection, and the twistor-string approach to particle scattering amplitudes, as well as numerous applications of quantum field theory to mathematics.                             | Brandeis University (B.A.) Universidade do Wisconsin-Madison Princeton University (PhD)        | Institute for Advanced Study, Princeton |
| 2013            | 10      | Alexander Polyakov | For his many discoveries in field theory and string theory including the conformal bootstrap, magnetic monopoles, instantons, confinement/de-confinement, the quantization of strings in non-critical dimensions, gauge/string duality and many others. His ideas have dominated the scene in these fields during the past decades. | Moscow Institute of Physics and Technology                                                     | Universidade de Princeton |
| 2014            | 11 a 12 | Michael Green | For opening new perspectives on quantum gravity and the unification of forces. | Universidade Harvard, University of California, Berkeley e Cambridge University, Cambridge, UK | California Institute of Technology e Cambridge University, Cambridge, UK                                                                        |
| 2014            | 11 a 12 | John Henry Schwarz | For opening new perspectives on quantum gravity and the unification of forces. | Universidade Harvard, University of California, Berkeley e Cambridge University, Cambridge, UK | California Institute of Technology e Cambridge University, Cambridge, UK                                                                        |
| 2015            | 13 a 15 | Saul Perlmutter e Supernova Cosmology Project | Pela descoberta surpreendente que a expansão do universo é acelerada ao invés de reduzida, como assumido a longo tempo. | Universidade da Califórnia em Berkeley                                                         | Universidade da Califórnia em Berkeley e Laboratório Nacional de Lawrence Berkeley                                                              |
| 2015            | 13 a 15 | Brian Schmidt | Pela descoberta surpreendente que a expansão do universo é acelerada ao invés de reduzida, como assumido a longo tempo. | Universidade Harvard                                                                           | Universidade Nacional da Austrália |
| 2015            | 13 a 15 | Adam Riess | Pela descoberta surpreendente que a expansão do universo é acelerada ao invés de reduzida, como assumido a longo tempo. | Universidade Harvard                                                                           | Universidade Johns Hopkins e Space Telescope Science Institute                                                                                  |
| 2016            | 16 a 20 | Yifang Wang e Kam-Biu Luk e o Daya Bay Team | Pela descoberta fundamental e exploração das oscilações do neutrino, revelando uma nova fronteira além, e possivelmente muito além, do modelo padrão da física de partículas. | University of Hong Kong, Rutgers University (Luk)                                              | Academia Chinesa de Ciências, Universidade da Califórnia em Berkeley                                                                            |
| 2016            | 16 a 20 | Atsuto Suzuki e a equipe KamLAND | Pela descoberta fundamental e exploração das oscilações do neutrino, revelando uma nova fronteira além, e possivelmente muito além, do modelo padrão da física de partículas. |                                                                                                | Iwate Prefectural University, Japão |
| 2016            | 16 a 20 | Koichiro Nishikawa e a equipe K2K/T2K | Pela descoberta fundamental e exploração das oscilações do neutrino, revelando uma nova fronteira além, e possivelmente muito além, do modelo padrão da física de partículas. |                                                                                                | High Energy Accelerator Research Organization, Japão                                                                                            |
| 2016            | 16 a 20 | Arthur Bruce McDonald e a equipe do Observatório de Neutrinos de Sudbury | Pela descoberta fundamental e exploração das oscilações do neutrino, revelando uma nova fronteira além, e possivelmente muito além, do modelo padrão da física de partículas. | Dalhousie University, Instituto de Tecnologia da Califórnia                                    | Queen’s University, Canadá |
| 2016            | 16 a 20 | Takaaki Kajita e Yoichiro Suzuki e a equipe do Super-Kamiokande | Pela descoberta fundamental e exploração das oscilações do neutrino, revelando uma nova fronteira além, e possivelmente muito além, do modelo padrão da física de partículas. | Saitama University, Universidade de Tóquio (Kajita)                                            | Kavli Institute for the Physics and Mathematics of the Universe, Universidade de Tóquio, Japão                                                  |
| 2017            | 21 a 23 | Joseph Polchinski, Andrew Strominger, Cumrun Vafa | Por avanços transformativos na teoria quântica de campos, teoria ds cordas e gravidade quântica. |                                                                                                | Universidade da Califórnia em Santa Bárbara; Universidade Harvard; Universidade Harvard                                                         |
| 2018            |         | Charles Leonard Bennett, Gary Hinshaw, Norman Jarosik, Lyman Page Jr., David Spergel e o WMAP Science Team (Chris Barnes, Olivier Doré, Joanna Dunkley, Ben Gold, Michael Greason, Mark Halpern, Robert Hill, Al Kogut, Eiichiro Komatsu, David Larson, Michele Limon, Stephan Meyer, Michael Nolta, Nils Odegard, Hiranya Peiris, Kendrick Smith, Greg Tucker, Licia Verde, Janet Weiland, Ed Wollack, E. Wollack, Edward L. Wright) | For detailed maps of the early universe that greatly improved our knowledge of the evolution of the cosmos and the fluctuations that seeded the formation of galaxies. |                                                                                                | Universidade Johns Hopkins; Universidade da Colúmbia Britânica; Universidade de Princeton; Universidade de Princeton; Universidade de Princeton |
| 2018 (especial) |         | Jocelyn Bell Burnell | For fundamental contributions to the discovery of pulsars, and a lifetime of inspiring leadership in the scientific community. | University of Glasgow (BSc) University of Cambridge (PhD)                                      | University of Oxford e University of Dundee |
| 2019            |         | Charles Kane, Eugene Mele | Por novas ideias sobre topologia e simetria na física, levando à previsão de uma nova classe de materiais que conduzem eletricidade apenas em sua superfície. |                                                                                                | Universidade da Pensilvânia; Universidade da Pensilvânia                                                                                        |
| 2023            |         | Charles H. Bennett, Gilles Brassard, David Deutsch, Peter Shor | Pelo trabalho fundamental no campo da informação quântica. |                                                                                                | IBM; Universidade de Montreal; Universidade de Oxford, MIT                                                                                      |

## Laureados na classe Especial
| Ano  | N.º   | Laureado | Citação | Alma mater | Afiliação institucional |
| ---- | ----- | --- | --- | ---------- | ----------------------- |
| 2012 | 1 a 2 | Stephen Hawking | For his discovery of Hawking radiation from black holes, and his deep contributions to quantum gravity and quantum aspects of the early universe.                                   |            |                         |
| 2012 | 1 a 2 | Peter Jenni, Fabiola Gianotti (ATLAS), Michel Della Negra, Tejinder Singh Virdee, Guido Tonelli, Joe Incandela (CMS) e Lyn Evans (LHC) | For their leadership role in the scientific endeavour that led to the discovery of the new Higgs-like particle by the ATLAS and CMS collaborations at CERN's Large Hadron Collider. |            |                         |